# Pietro Della Valle
Pietro Della Valle (Rim, 2. travnja 1586. – Rim, 21. travnja 1652.), talijanski putopisac, istraživač i skladatelj. 
Rođen je u talijanskoj plemićkoj obitelji, a od mladosti se bavio proučavanjem latinskog i grčkog jezika, mitologije i Biblije. Godine 1614. kreće na veliko putovanje prema Orijentu: prvo je posjetio Carigrad, zatim Aleksandriju i Kairo u Egiptu, pa Damask i Alep u Siriji. Tijekom putovanja oženio se armenskom kršćankom u Bagdadu, gdje je proučavao drevne akadske klinopise iz Ura i Ninive. Nakon što je u Mezopotamiji izbio rat protiv Osmanlija, Della Valle 1617. godine odlazi dalje prema istoku, u safavidski Iran. Posjetio je Hamadan i Isfahan, a kasnije se pridružuje iranskom vladaru Abasu Velikom u njegovim vojnim pohodima protiv Osmanlija na sjeveru zemlje. Planirao se vratiti kući u Rim brodom preko Indije, no iranski pomorski sukob s Portugalcima odvratio ga je od takve ideje pa je nastavio istraživati Širaz i Perzepolis. Konačno, Indiju je posjetio 1624. godine, a dvije godine kasnije preko Muscata, Basre i Cipra vratio se u rodni Rim gdje je dočekan s najvećim počastima, a primio ga je i sam papa Urban VIII. Njegovi putopisi u kojima detaljno opisuje običaje istočnih kultura ubrzo su postali rašireni u svim vodećim europskim sveučilištima i knjižnicama. Della Valle je ostao upamćen i kao skladatelj, a svoja glazbena djela posvećivao je rođenju sina i preminuloj supruzi, no neka od njih danas nisu sačuvana. Pietru Della Valli se pripisuje dovođenje prve perzijske mačke u Europu.

## Skladbe
- (tal.) Il Carro di Fideltà d’amore (1611)
- (tal.) La valle rinverdita (1629)
- (tal.) Discorso sulla musica dell'età nostra (1640)

## Djela
- (engl.) Account of Shah Abbas (1628)
- (engl.) The Travels in Persia (1658)

## Vanjske poveznice
- Encyclopædia Britannica: Pietro Della Valle